# Ilhéu de Santa Maria
L'Ilhéu de Santa Maria és un petit illot deshabitat de les Illes de Sotavento a l'arxipèlag de Cap Verd que es troba al sud de l'illa de Santiago. L'àrea té 35 km² (alguns llegeixen 34 km²). Com totes les illes de Cap Verd, l'illot és d'origen volcànic. L'illot té una superfície d'aproximadament 0,05 km² i té 420 metres de llarg i 130 metres d'ample, està situat davant de la Praia da Gamboa i forma una part de la ciutat de Praia des de 1975. Es troba al sud del centre de la ciutat i està dins de la badia. Fins a principis dels anys 2010 n'era separat per uns 120 m de la platja, ara es troba a gairebé 250 metres de la platja.

## Història

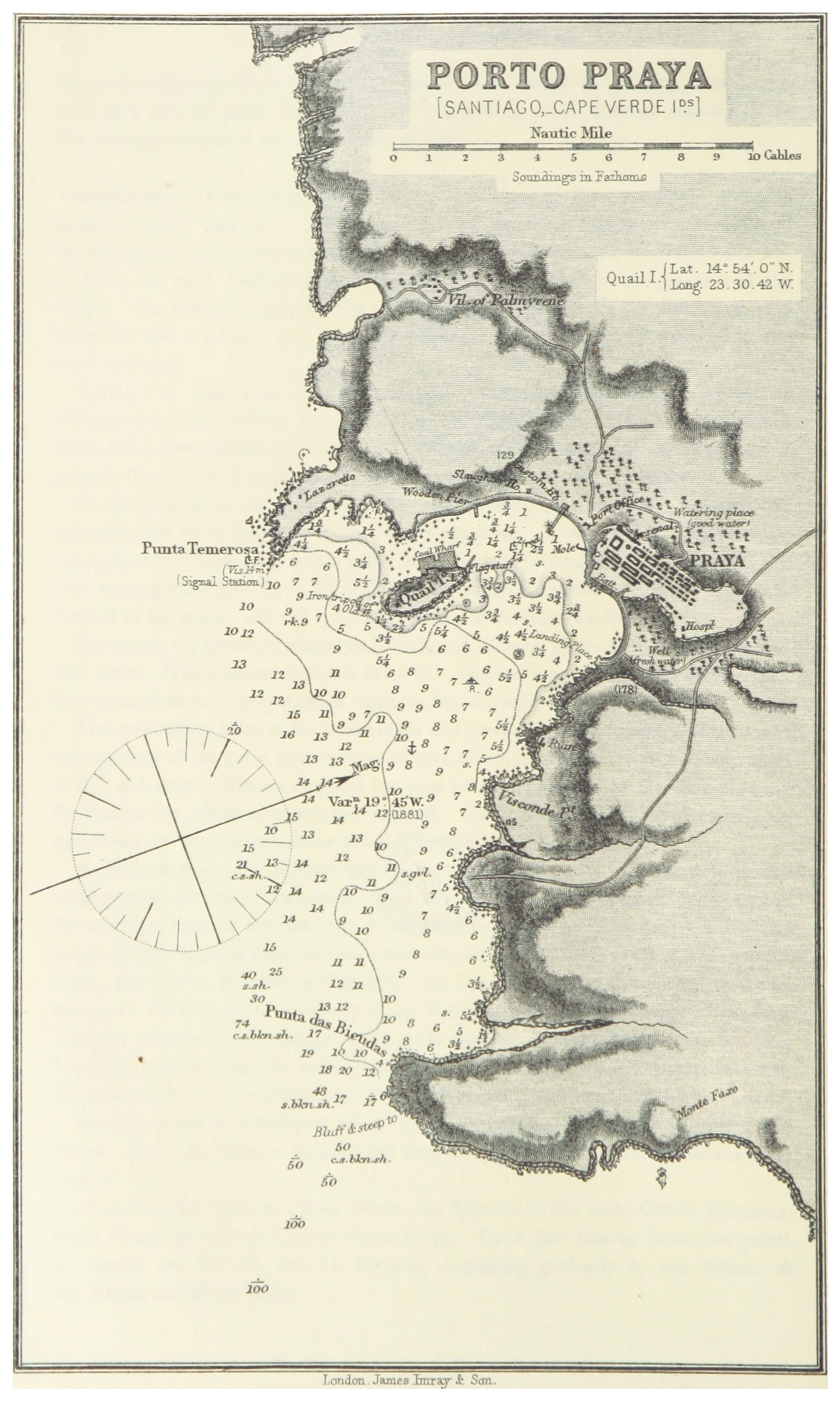
1884 Mapa de Porto Praya (ara Praia) mostrant Ilhéu de Santa Maria, escrit com a Quail Island amb la seva ubicació geogràfica a la part superior just sota el títol del mapa

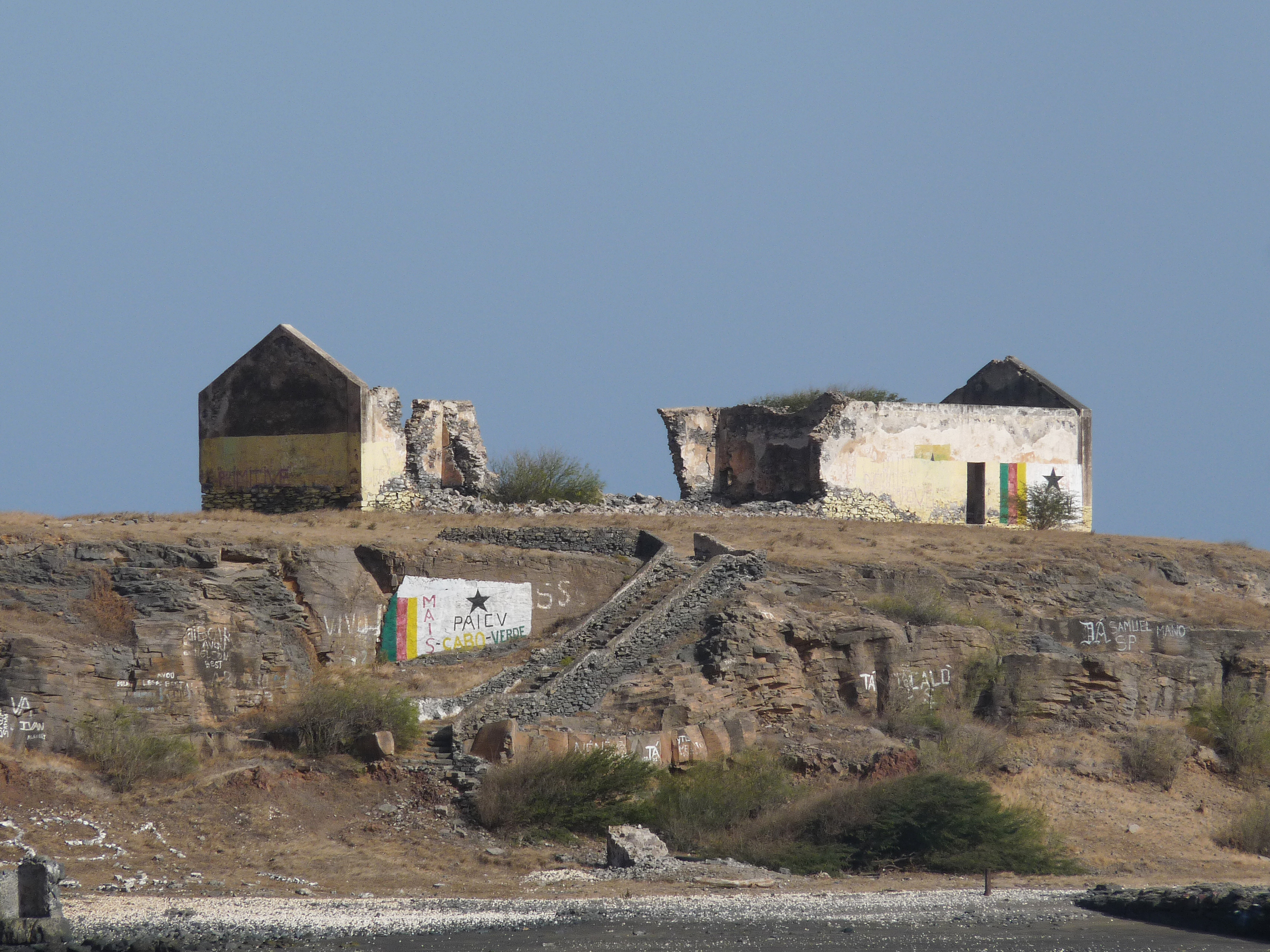
Edificis en ruïnes, abans allotjades per persones amb còlera

Fins al voltant de 4.000 a 2000 aC (a tot tardar el 1000 aC), l'àrea era part de l'illa Santiago i era usada com a turó i era envoltada per un turó al sud-est i un altre turó del sud que actualment han desaparegut. Es va convertir en un illot quan el nivell del mar va augmentar després de l'última glaciació.
L'illa va ser utilitzada com a colònia de leprosos. Envoltada per les aigües de l'Atlàntic, s'hi pot accedir en barca o a peu durant la marea baixa.
L'illa va ser visitada pel científic Charles Darwin en el seu famós viatge arreu del món a bord del HMS Beagle, hi va fer les seves primeres observacions geològiques en 1832. Després de deixar Anglaterra, va visitar Praia i el Beagle va atracar-hi per primera vegada.
Les seves observacions van ser publicades en la seva obra "Geological Observations on the Volcanic Islands During the Voyage of the H.M.S. Beagle". Des dels temps de Charles Darwin, s'han fet diferents publicacions dels estudis científics sobre la geologia de l'illot.
A mitjans de la dècada de 1850 s'hi van construir sis cases àmplies en 30 hores i allotjades per persones de l'illa de Fogo que tenien el còlera. Actualment els edificis, ubicats al nord de l'illot, són en ruïnes.
A finals del segle xix s'hi va establir un moll de carbó a la part occidental i va comptar amb dues plataformes d'aprovisionament de carbó construïdes en la seva major part pels portuguesos i els britànics per subministrar combustible a naus que anaven principalment per a les Amèriques i Austràlia.
Ponta do Visconde a l'illa de Santiago Island, que estava a 2 km a l'est, quan el port es va expandir entre 2009 i 2012 va quedar a només un kilòmetre a l'est i gairebé divideix la platja de Praia en dos.
En 2015 el govern de Cap Verd i la Legend Development Company van fer un contracte amb el propòsit de construir-hi un hotel ressort i casino, publicat al butlletí oficial capverdià Expresso das Ilhas, costant al voltant de 30 mil milions d'escuts de Cap Verd (250 milions d'euros). Probablement es connectarà per carretera sobre un pont o una escullera i interseccionant la carretera amb la rotonda.